# Against the Grain
Against the Grain — пятый альбом панк-группы Bad Religion, выпущенный 23 ноября 1990 года. Это был последний альбом, записанный с барабанщиком Питом Файнстоуном, который покинул группу в 1991 году чтобы заняться своим новым проектом, The Fishermen. В связи с этим музыка в следующем альбоме 1992 года, Generator, сменила направление.
Несмотря на отсутствие поддержки радио и телевидения, Against the Grain был продан в количестве более 100 000 копий. Небольшая часть заглавного трека альбома звучала в отрывке с тем же названием на шоу The Dan Patrick Show.

## Запись
Запись и демо Against the Grain начались в 1989 году, и Bad Religion пошли на студию Westbeach Recorders в мае 1990 года для записи альбома.

## Выпуск и принятие
| Оценки критиков               | Оценки критиков                                                                    |
| Источник                      | Оценка                                                                             |
| ----------------------------- | ---------------------------------------------------------------------------------- |
| AllMusic                      | 4,5 из 5 звёзд · 4,5 из 5 звёзд · 4,5 из 5 звёзд · 4,5 из 5 звёзд · 4,5 из 5 звёзд |
| Роберт Кристгау               | [ 2 ]                                                                              |
| The Rolling Stone Album Guide | [ 3 ]                                                                              |
| Spin Alternative Record Guide | 8/10                                                                               |

Against the Grain был выпущен почти сразу после тура No Control, который длился до середины 1990 года. Альбом был весьма ожидаем как фанатами так и критиками после успеха группы с альбомом Suffer в 1988 году и последовавшим за ним No Control в 1989 году. В то время как Against the Grain все еще не позволял группе попасть на слух мейнстримовой аудитории, он оказался первым альбомом группы, который разошелся в количестве более 100.000 копий и показал быстрое развитие группы. К 1992 году альбом был продан в количестве приблизительно 90.000 копий.
13 трек альбома, «21st Century (Digital Boy)», был перезаписан и появлялся как сингл на восьмом полноформатном альбоме группы, Stranger Than Fiction, в 1994 году.

## Обложка
Обложка альбома Against the Grain изображает початки кукурузы в виде ракет, обращенные вправо, за исключением одного, обычного, обращенного влево.

## Список песен
| №  | Название                                   | Автор(ы) | Длительность |
| -- | ------------------------------------------ | -------- | ------------ |
| 1. | «Modern Man»                               | Граффин  | 1:58         |
| 2. | «Turn on the Light»                        | Гуревич  | 1:24         |
| 3. | «Get Off»                                  | Граффин  | 1:43         |
| 4. | «Blenderhead»                              | Гуревич  | 1:12         |
| 5. | «The Positive Aspect of Negative Thinking» | Бентли   | 0:57         |
| 6. | «Anesthesia»                               | Гуревич  | 3:04         |
| 7. | «Flat Earth Society»                       | Гуревич  | 2:23         |
| 8. | «Faith Alone»                              | Граффин  | 3:40         |

| №   | Название                     | Автор(ы)       | Длительность |
| --- | ---------------------------- | -------------- | ------------ |
| 9.  | «Entropy»                    | Граффин        | 2:24         |
| 10. | «Against the Grain»          | Граффин        | 2:09         |
| 11. | «Operation Rescue»           | Граффин        | 2:08         |
| 12. | «God Song»                   | Граффин        | 1:38         |
| 13. | «21st Century (Digital Boy)» | Гуревич        | 2:50         |
| 14. | «Misery and Famine»          | Граффин        | 2:35         |
| 15. | «Unacceptable»               | Хетсон, Бентли | 1:44         |
| 16. | «Quality or Quantity»        | Граффин        | 1:34         |
| 17. | «Walk Away»                  | Гуревич        | 1:52         |

## История релизов
| Название        | Дата           | Примечание |
| --------------- | -------------- | --- |
| Epitaph Records | 23 ноября 1990 | Лоток изображает стрелу позади кукурузы на фиолетовом фоне. Задняя обложка имеет то же изображение, но фон здесь белый, а кукуруза — желтая. Текст находится на буклете вместе с фотографиями членов коллектива.                        |
| Epitaph Records | 6 апреля 2004  | Альбом перезаписан вместе с How Could Hell Be Any Worse?, Suffer, No Control и Generator. Состав тот же что у оригинального издания, за исключением основной обложки и списка песен, который можно увидеть на внутренней стороне лотка. |

## Участники
- Грег Граффин — вокал
- Бретт Гуревич — гитара, бэк-вокал, микс
- Грег Хетсон — гитара
- Джей Бентли — бас-гитара, бэк-вокал
- Пит Файнстоун — барабаны
- Карат Фэй — инженер
- Эдди Шрейер — мастеринг
- Джой Аоки — арт-директор